# Playa de Binibeca

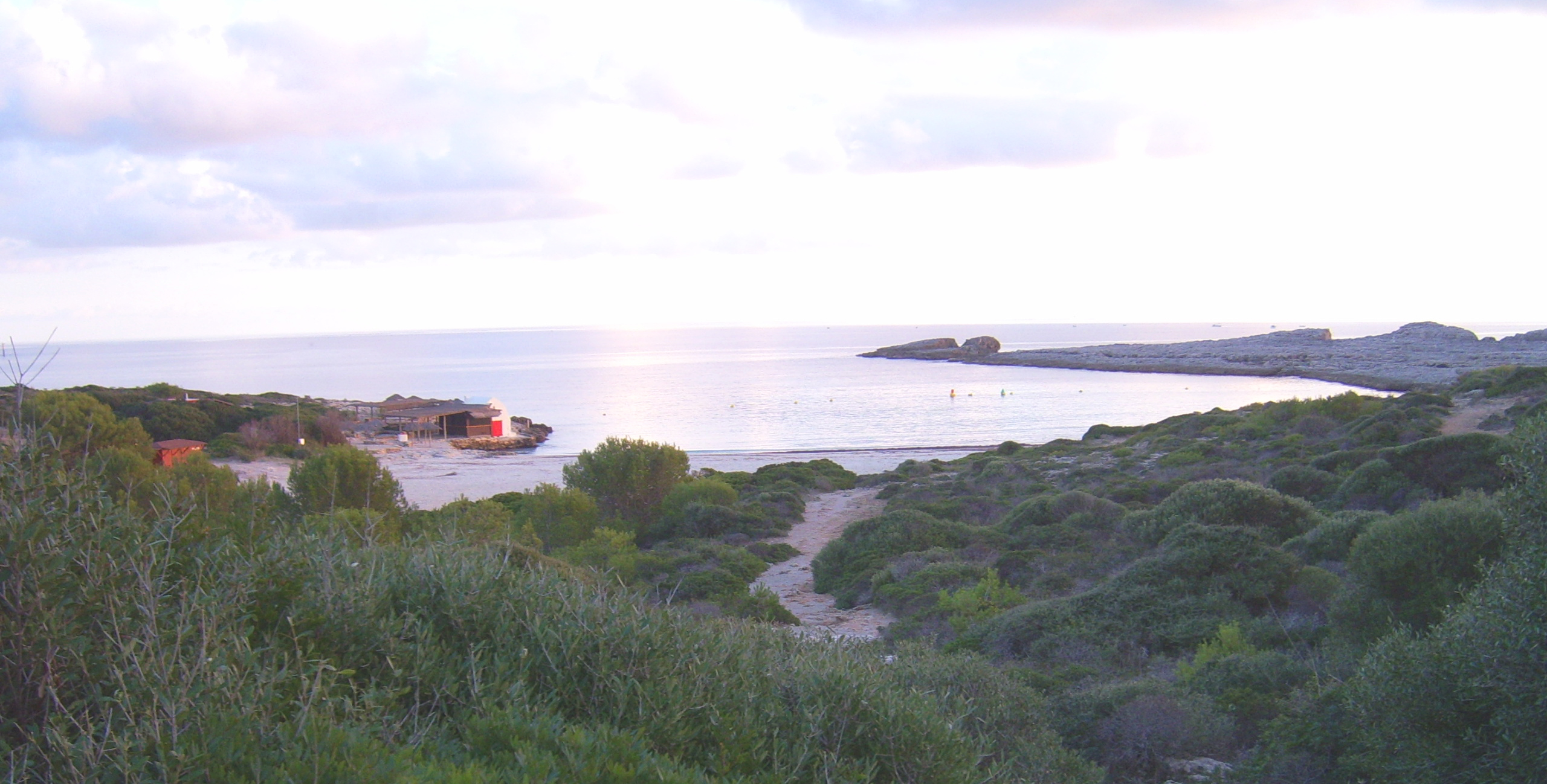
Playa de Binibeca.

La playa de Binibeca es una playa situada al sureste de la isla de Menorca, en España. Situada en el término municipal de San Luis, dista 5 km de San Luis, por 8 km de la capital insular, Mahón.
Mide unos 200 m de longitud, tiene arena blanca y está rodeada de un bosque de pinos. Hay un merendero, dominado por una caseta de pescadores de característica puerta roja llamado el bucanero.
Junto con Cala Torret forma Binibeca Nuevo, que unido a Binibeca Viejo forma Binibeca (perogrullo).